# Dysmachus zaitzevi
Dysmachus zaitzevi là một loài ruồi trong họ Asilidae. Dysmachus zaitzevi được Lehr miêu tả năm 1996. Loài này phân bố ở vùng Cổ Bắc giới và châu Á.